# Flughafen Igarka

i8
i11
i13
Der Flughafen Igarka (russisch Аэропорт Игарка, IATA-Code: IAA, ICAO-Code: UOII) ist ein russischer Flughafen in Igarka in der Region Krasnojarsk in Zentralsibirien.

## Fluggesellschaften und Ziele
Von Igarka aus bedienen russische Fluggesellschaften regionale Ziele.

## Zwischenfälle
- Am 3. August 2010 verunglückte eine Antonow An-24RW der Katekavia beim Landeanflug auf den Flughafen. Die Maschine schlug bei schlechter Sicht abseits der Landebahn auf. 12 der 15 Insassen starben durch den Aufprall und den anschließenden Brand (siehe auch Katekavia-Flug 9357).[1]